# Werner Böhnke (Widerstandskämpfer)
Werner Böhnke (* 10. Mai 1911 in Berlin; † 13. August 1997 ebenda) war ein deutscher Kommunist, Widerstandskämpfer gegen das NS-Regime sowie Diplomat der DDR.

## Leben
Böhnke, Sohn eines Kutschers und einer Waschfrau, erlernte den Beruf des Schriftsetzers. Er trat 1931 der Kommunistischen Partei Deutschlands (KPD) und der Roten Hilfe Deutschlands bei. Er war Hörer an der Marxistischen Arbeiterschule. Ab Ende 1931 bzw. Anfang 1932 war er Politischer Leiter einer Straßenzelle der KPD. Ab Mitte 1932 war Böhnke für die theoretische Schulung von Mitgliedern der KPD zuständig.
Nach der „Machtergreifung“ der Nationalsozialisten 1933 war er illegal als Kurier zwischen der KPD-Bezirksleitung Berlin-Brandenburg und der Unterbezirksleitung Berlin-Gesundbrunnen tätig. Er war unter anderem an der Herstellung und Verbreitung der „Roten Fahne“ beteiligt. Im Mai 1933 wurde er verhaftet und befand sich seit dem 29. Juni 1933 in U-Haft im Gefängnis Moabit. Am 2. August 1934 wurde er in einem Prozess wegen Vorbereitung zum Hochverrat angeklagt und später zu zwei Jahren Zuchthaus verurteilt. Im Zuchthaus erlernte er im Selbststudium die russische Sprache. Nach seiner Haftentlassung war er zusammen mit seiner Frau Klara Mitglied der Widerstandsgruppe um Rudolf Eichler und Max Niemand in Berlin-Pankow.
1940 wurde Böhnke zum Kriegsdienst in die Wehrmacht eingezogen. Im Juli 1944 lief er in Belarus zur Roten Armee über. In der sowjetischen Kriegsgefangenschaft wurde er Mitglied des Antifa-Lageraktivs und besuchte eine Antifa-Schule. Als Beauftragter des Nationalkomitees „Freies Deutschland“ (NKFD) wurde er an die Front geschickt. Im Februar oder März 1945 sprang er gemeinsam mit einem Funker und Funkgerät über der Schorfheide ab. Böhnke gelang es, Berlin zu erreichen. Im Auftrag des NKFD nahm er Verbindung zu Widerstandsgruppen auf. Er stellte vom Keller der Wohnung seiner Schwester Erna Wimmer in Berlin-Köpenick Funkverbindung zur Sowjetarmee her, um Truppenstandorte zu melden.
Nach Kriegsende nahm er eine Tätigkeit in der Deutschen Zentralverwaltung für Arbeit und Sozialfürsorge auf. Von 1953 bis 1959 war Böhnke Kulturattaché der DDR-Botschaft in Moskau. Anschließend arbeitete er als Leiter der Abteilung internationale Verbindungen beim Zentralvorstand der Gesellschaft für Deutsch-Sowjetische Freundschaft.
Werner Böhnke war seit 1965 mit Ursula Werner verheiratet und lebte zuletzt in Glienicke/Nordbahn. Er wurde auf dem Zentralfriedhof Berlin-Friedrichsfelde in der Gräberanlage für Opfer des Faschismus und Verfolgte des Naziregimes beigesetzt.

## Auszeichnungen
- 1972 Vaterländischer Verdienstorden in Bronze
- 1987 Orden „Stern der Völkerfreundschaft“ in Silber
- 1989 Orden des Vaterländischen Krieges (UdSSR)[4]